# 魯文公 (戰國)
魯文公（？—前280年），即姬賈，魯平公之子，是魯國第三十四任君主，在位23年。魯文公，《世本》作湣公，《漢書》人表作愍公，律曆志作緡公，皆音同通用。
楊寬考証其在位時間在前302年—前280年。